# Сафват, Мохамед
Мохамед Сафват (араб. محمد صفوت‎; род. 19 сентября 1990, Эль-Мансура) — египетский теннисист, победитель одного челленджера в одиночном разряде и трёх челленджеров в парном разряде; участник Олимпийских игр 2020 года.

## Биография и интересные факты
Говорит по-арабски и по-английски. Начал играть в теннис в возрасте 8 лет, потому что вырос в теннисной семье. Любимые покрытия - трава и хард. Любимые удары - форхенд и бэкхенд. Любимые турниры - Открытый чемпионат Катара, Открытый чемпионат США и Открытый чемпионат Австралии. Его кумир - Рафаэль Надаль. Жена май Шела, сын Селим (род. 18 февраля 2014).

## Спортивная карьера
Сафват является постоянным игроком египетской сборной в Кубке Дэвиса с 2009 года. В настоящее время он является первой ракеткой Египта и самым высокоранговым арабским игроком в ATP туре. Сафват выиграл свой первый титул на челленджере в одиночном разряде на международном турнире в Лонсестоне в феврале 2020 года, победив в финале местного теннисиста Алекса Болта, тем самым став первым египтянином, выигравшим титул на челленджере в одиночном разряде со времен Тамера Эль-Сави в 1996 году.
В 2016 году Сафват стал первым теннисистом из Египта с 1997 года, вышедшим в финал турнира серии "Challenger", когда он дошел до финала в Кенитре, где проиграл Максимилиану Мартереру в двух сетах.[1] Он также вышел в полуфинал турнира Challenger в Лонсестоне в 2017 году, в итоге проиграв Митчеллу Крюгеру.
В 2018 году Сафват обыграл 3-го сеяного и игрока топ-100, Джордана Томпсона, на пути к своему второму финалу челленджера в одиночном разряде в Аньнине, где он проиграл Праджнешу Гуннесварану. Сафват квалифицировался на свой первый турнир Большого шлема на Открытом чемпионате Франции 2018 года как «лаки-лузер», где он проиграл Григору Димитрову в трёх сетах. Он был первым человеком из Египта, сыгравшим в основной сетке турнира Большого Шлема в одиночном разряде за 22 года.
В 2018 году Сафват был частью египетской команды Кубка Дэвиса, которая впервые с 1996 года вышла в 3-й раунд зоны Европа/Африка II.
Сафват также выиграл 3 титула в парном разряде на турнире ATP Challenger.

## Рейтинг на конец года
| Год  | Одиночный рейтинг | Парный рейтинг |
| 2023 | 358               | 716            |
| 2022 | 668               | 630            |
| 2021 | 214               | 803            |
| 2020 | 154               | 786            |
| 2019 | 175               | 505            |
| 2018 | 184               | 317            |
| 2017 | 210               | 602            |
| 2016 | 199               | 319            |
| 2015 | 281               | 400            |
| 2014 | 292               | 290            |
| 2013 | 198               |                |
| 2012 | 456               | 852            |
| 2011 | 428               | 634            |
| 2010 | 537               | 725            |
| 2009 | 1159              |                |
| 2008 | 1078              |                |

По данным официального сайта ATP на последнюю неделю года.